# Gothic rock
Gothic rock là một nhánh phụ của thể loại nhạc post-punk hình thành vào cuối thập niên 70, thường được yêu thích bởi nhóm văn hoá Goth. Những ban nhạc Gothic rock nổi tiếng gồm có Siouxsie and the Banshees, Joy Division, Bauhaus, The Cure. Thể loại này được mô tả là một trào lưu tách biệt với post punk vì nhạc tăm tối hơn kết hợp với lời hướng nội và trữ tình.

## Phong cách, nguồn gốc và ảnh hưởng
Gothic rock được mô tả là có nền guitar gắt, bass chơi ở nốt cao chiếm ưu thế hơn trong nhịp điệu, giọng hát thường trầm, không rõ ràng.
Nhạc gothic rock thường có chủ đề tăm tối thể hiện qua lời và không khí đậm chất thơ và thường truyền đạt tư tưởng lãng mạn, hiện hữu, tôn giáo và siêu nhiên. Những nghệ sĩ đã góp phần định hình gothic rock gồm có Marc Bolan, the Velvet Underground, the Doors, David Bowie, Iggy Pop và Sex Pistols.
Album năm 1969 The Marble Index của Nico đôi khi được công nhận là album Gothic đầu tiên.
Vào năm 1976, Interview with the Vampire(Phỏng vấn ma cà rồng) của Anne Rice đã được xuất bản. Nhân vật chính dù tăm tối nhưng vẫn có khao khát được thông cảm và yêu thương. Cùng năm đó, ban nhạc punk The Damned được thành lập. Trưởng nhóm Dave Vanian ăn mặc như ma cà rồng đã tạo nên một xu hướng thời trang mang tên Vampire goth.